# Filmfare Awards (1971)
18-я церемония награждения Filmfare Awards прошла в городе Бомбей 18 апреля 1971 года. На ней были отмечены лучшие киноработы на хинди, вышедшие в прокат до конца 1970 года.
На этой церемонии с подачи кинопублициста Б.К. Каранджиа была введена номинация «Лучший фильм по мнению критиков», созданная чтобы сбалансировать главную номинацию премии «Лучший фильм», опирающуюся на опросы аудитории, в ответ на критику о том, что такая практика оценивает лишь коммерческий успех/зрительскую популярность фильмов, не обращая внимания на их артистическую ценность.

## Список лауреатов и номинантов

### Основные премии
| Категории                         | Фото лауреатов    | Лауреаты и номинанты                               | Фильмы                                    | Роли                                      |
| --------------------------------- | ----------------- | -------------------------------------------------- | ----------------------------------------- | ----------------------------------------- |
| Лучший фильм                      | Лучший фильм      | • «В смятении» (реж. и прод. Радж Кхосла)          | • «В смятении» (реж. и прод. Радж Кхосла) | • «В смятении» (реж. и прод. Радж Кхосла) |
| Лучший фильм                      | Лучший фильм      | • «Игрушка» (реж. Чандер Вохра, прод. Л. В. Прасад |                                           |                                           |
| Лучший фильм                      | Лучший фильм      | • «Pehchan» (реж. и прод. Соханлал Канвар)         |                                           |                                           |
| Лучшая режиссёрская работа        |                   | • Асит Сен                                         | «Путешествие»                             | «Путешествие»                             |
| Лучшая режиссёрская работа        | • Радж Кхосла     | «В смятении»                                       | «В смятении»                              |                                           |
| Лучшая режиссёрская работа        | • Соханлал Канвар | «Pehchan»                                          | «Pehchan»                                 |                                           |
| Лучшая мужская роль               |                   | • Дилип Кумар                                      | «Гопи»                                    | Гопирам «Гопи»                            |
| Лучшая мужская роль               | • Раджеш Кханна   | «Опасное сходство»                                 | музыкант Бхола, вор Ранджит Кумар         |                                           |
| Лучшая мужская роль               | • Санджив Кумар   | «Игрушка»                                          | Виджай Камал Сингх                        |                                           |
| Лучшая женская роль               |                   | • Мумтаз                                           | «Игрушка»                                 | таваиф Чанд                               |
| Лучшая женская роль               | • Шармила Тагор   | «Путешествие»                                      | Нила Шекхан Капур                         |                                           |
| Лучшая женская роль               | • Вахида Рехман   | «Молчание»                                         | медсестра Радха                           |                                           |
| Лучшая мужская роль второго плана |                   | • Фероз Хан                                        | «Путешествие»                             | Шекхар Матхур                             |
| Лучшая мужская роль второго плана | • Фероз Хан       | «Испытание дружбы»                                 | Джай Кишан                                |                                           |
| Лучшая мужская роль второго плана | • Прем Чопра      | «Истина»                                           | Босс                                      |                                           |
| Лучшая женская роль второго плана |                   | • Бинду                                            | «В смятении»                              | Нила Аллопи Прасад                        |
| Лучшая женская роль второго плана | • Чанд Усмани     | «Pehchan»                                          | Чампа                                     |                                           |
| Лучшая женская роль второго плана | • Мумтаз          | «Испытание дружбы»                                 | Рита                                      |                                           |
| Лучшее исполнение комической роли |                   | • И. С. Джохар                                     | «Меня зовут Джонни»                       | Пехле Рам, Дуджа Рам, Тиджа Рам           |
| Лучшее исполнение комической роли | • Джагдип         | «Игрушка»                                          | Махеш                                     |                                           |
| Лучшее исполнение комической роли | • Мехмуд          | «Любовь и богатство»                               | Шиврам                                    |                                           |
| Лучший сюжет                      |                   | • Чандракант Какадкар                              | «В смятении»                              | «В смятении»                              |
| Лучший сюжет                      | • Гулшан Нанда    | «Игрушка»                                          | «Игрушка»                                 |                                           |
| Лучший сюжет                      | • Сачин Бхаумик   | «Pehchan»                                          | «Pehchan»                                 |                                           |

### Музыкальные премии
| Категории                       | Фото лауреатов     | Лауреаты и номинанты  | Фильмы             | Песни              |
| ------------------------------- | ------------------ | --------------------- | ------------------ | ------------------ |
| Лучшая музыка к песне           |                    | • Лаксмикант-Пьярелал | «В смятении»       | «В смятении»       |
| Лучшая музыка к песне           | • С. Д. Бурман     | «Talash»              | «Talash»           |                    |
| Лучшая музыка к песне           | • Шанкар-Джайкишан | «Pehchan»             | «Pehchan»          |                    |
| Лучшие слова к песне            |                    | • Ананд Бакши         | «В смятении»       | «Bindiya Chamkegi» |
| Лучшие слова к песне            | • Нирадж           | «Pehchan»             | «Bas Yehi Apradh»  |                    |
| Лучшие слова к песне            | • Верма Малик      | «Pehchan»             | «Sabse Bada Nadan» |                    |
| Лучший мужской закадровый вокал |                    | • Мохаммед Рафи       | «Игрушка»          | «Khilona Jankar»   |
| Лучший мужской закадровый вокал | • Мукеш            | «Pehchan»             | «Sabse Bada Nadan» |                    |
| Лучший мужской закадровый вокал | • Мукеш            | «Pehchan»             | «Bas Yehi Apradh»  |                    |
| Лучший женский закадровый вокал |                    | • Лата Мангешкар      | «В смятении»       | «Bindiya Chamkegi» |
| Лучший женский закадровый вокал | • Лата Мангешкар   | «Меня зовут Джонни»   | «Babul Pyare»      |                    |
| Лучший женский закадровый вокал | • Шарда            | «В тени твоих ресниц» | «Baat Zara»        |                    |

### Премии критиков
| Категории                   | Фильмы-лауреаты                                                        |
| --------------------------- | ---------------------------------------------------------------------- |
| Лучший художественный фильм | • «Её хлеб» / «Хлеб наш насущный» (реж. Мани Каул, прод. Рочак Пандит) |
| Лучший документальный фильм | • «Koodal» (реж. Мушир Ахмед, прод. комп. Films Division)              |

### Технические премии
| Категории                            | Лауреаты                       | Фильмы              |
| ------------------------------------ | ------------------------------ | ------------------- |
| Лучший диалог                        | • Раджиндер Сингх Беди         | «Satyakam»          |
| Лучший сценарий                      | • Виджай Ананд                 | «Меня зовут Джонни» |
| Лучший монтаж                        | • Виджай Ананд                 | «Меня зовут Джонни» |
| Лучшая операторская работа           | • Камал Бос (чёрно-белое кино) | «Молчание»          |
| Лучшая операторская работа           | • Джал Мистри (цветное кино)   | «Heer Raanjha»      |
| Лучшая работа художника-постановщика | • Шанти Дас                    | «Talash»            |
| Лучший звук                          | • С. Ч. Бхамбри                | «Talash»            |

## Наибольшее количество номинаций и побед
- «Pehchan» – 9 (4)
- «В смятении» – 7 (1)
- «Игрушка» – 6 (2)
- «Меня зовут Джонни» – 4 (3)